# الدعارة في ليبيا
الدعارة في ليبيا غير قانونية، ولكنها بالرغم من ذلك فهي شائعة بدرجة كبيرة. منذ «الثورة الشعبية» في عام 1973،  تم سن قوانين على أساس الشريعة الإسلامية وبالتالي تم اعتماد حد الزنا، أما اليوم فعقاب الداعرات هو 100 جلدة، أما استغلال البغايا وكسب لقمة العيش من خلال العمل في الدعارة والمشاركة في إدارة وتسيير بيوت الدعارة فهو أمر ممنوع منعا تاما ومخالف للقانون بموجب المادة 417 من قانون العقوبات الليبي. لكن وفي المقابل فشراء الخدمات الجنسية لا يحظرها القانون، إلا أنها قد تتعارض مع الشريعة الإسلامية.
في ليبيا هناك العديد من العاملين في مجال الجنس من نيجيريا (أكثر من 1000 شخص في عام 2015)، كما أن هناك عاملين في نفس المجال من بلدان أخرى على غرار دول أفريقيا جنوب الصحراء خاصةً غانا، وليبيريا وسيراليون ويعود سبب عمل المهاجرين في هذا المجال هو الفرار من الفقر المدقع في بلدانهم وصعوبة العثور على لقمة عيش في ليبيا خاصة أن بعض شبكات التهريب تقوم بتهريبهم إلى ليبيا مع قطع وعود بإصالهم إلى إيطاليا لكنها تتخلى عنهم مباشرة فور الوصول لليبيا، أما البعض الآخر فيعمل في مجال الدعارة لسداد الديون على أمل السفر إلى إيطاليا في وقتٍ لاحق.
على الرغم من أن معمر القذافي أمر بإغلاق كل بيوت الدعارة عندما تقلد مقاييس السلطة والحكم في ليبيا إلا أن هذا لم يتم حيث تواجدت عشرات بيوت الدعارة الفاخرة والبسيطة على حد سواء، وتعتمد هذه البيوت على القوادين بشكل أساسي وذلك لضمان الإمدادات المستمرة من النساء.

## الاتجار بالبشر
تعد ليبيا مقصدا وبلدا لعبور الرجال والنساء على حد سواء ولا سيما القادمين من بلدان أفريقيا جنوب الصحراء الكبرى وآسيا حيث يتعرضون للاتجار بالجنس. وقد ساهم عدم الاستقرار وانعدام الرقابة الحكومية الذي شهدته ليبيا مطلع العقد الثاني من القرن الحادي العشرين في انتشار جرائم الاتجار بالبشر بشكل مهول خاصة أن مثل هذه الأعمال غير الشرعية مربحة جدا. وكانت عشرات المنظمات الدولية قد نشرت عدة تقارير عام 2016 أكدت فيها جميعا على أن ضحايا الاتجار بالبشر بما في ذلك الرجال والنساء والأطفال يُعانون بشكل مفرط للغاية ويُعنفون من كل الجهات كما يتعرضون لانتهاكات جسيمة يوميا وحتى من قبل بعض المسؤولين الحكوميين الذين لا يتكلفون بالدفاع عن حقوقهم.
المهاجرين في ليبيا عرضة للاتجار بالبشر، بما في ذلك أولئك الذين يبحثون عن عمل في ليبيا أو العابرين منها في طريقهم إلى أوروبا. وتنتشر بيوت الدعارة في جنوب الصحراء الكبرى حيث تعمل هناك عشرات النساء بشكل يومي وتتاجر في الجنس كما تنتشر هذه البيوت في جنوب ليبيا. وتجدر الإشارة إلى أن المرأة النيجيرية هي الأكثر عرضة لخطر البيع والإجبار على ممارسة الدعارة؛ حيث أن شبكات التهريب تنشط بشكل خاص في النيجر، ونيجيريا، وتشاد، وإريتريا، وإثيوبيا، والصومال، والسودان وغيرها من بلدان جنوب الصحراء الكبرى وتحاول في كل مرة التسلل إلى ليبيا ومن ثم نحو الأراضي الأوروبية. تُجبر النساء الأفريقيات على العمل في البغاء القسري من خلال التوظيف الاحتيالي أو مصادرة وثائق الهوية والسفر أو حتى حجب وعدم دفع الأجور مما يضطرهن للعمل كداعرات في ظل غياب البديل.
منذ منتصف عام 2015، اختطفت منظمة داعش التي تُصنف كإرهابية من قبل كل دول العالم اختطفت على الأقل 540 من المهاجرين واللاجئين داخل الأراضي الليبية بما في ذلك 63 من النساء اللائي أُجبرن على العبودية الجنسية وممارسة جهاد النكاح مع مقاتلي التنظيم. وتجدر الإشارة إلى أن وزارة الخارجية الأمريكية ومن خلال المعطيات الواردة من مكتب مراقبة ومكافحة الاتجار بالأشخاص فإنها تُصنف ليبيا «كحالة خاصة» فيما يتعلق بموضوع الاتجار بالبشر وبالجنس.